# 柳亮
柳 亮（やなぎ りょう、本名：高柳 亮博（たかやなぎ あきひろ）、1986年5月22日 - ）は日本のプロデューサー、元俳優。2006年から俳優活動を開始。埼玉県出身。東洋大学経営学部経営学科卒業。
現在は、本名の高柳亮博として、主に、映画やドラマを軸に幅広いメディア関連のキャスティング、プロデュースに従事。

## 人物
学生時代は野球部に所属。陸上の短距離でも県大会に出場経験を持つ俊足。書道8段で書道を得意とする。好きな食べ物は食べ物全部。
ONE PIECE、L'Arc〜en〜Cielが大好きである。
2010年頃からは、プロダクションのマネジメントに活動を移行し、主にカリスマJSモデルのアイリーンや歌舞伎役者の市川九團次（旧芸名：秋元道行）のマネジメントも行う。
2012年以降は、その経験を機に、CM・広告からテレビドラマ・商業演劇・映画などのキャスティングコーディネートを手掛け、2018年を過ぎると、映画を軸に企画立ち上げ、共同プロデュースを中心にプロデューサーとして活動し始める。
2018年からプロデューサーとして市山尚三らと参加した日本・カザフスタン合作映画「オルジャスの白い馬」は、森山未來とカンヌ国際映画祭で主演女優賞を受賞（本作公開前に受賞が決定）したサマル・イェスリャーモワを主演に迎え、日本勢では16年ぶりとなる第24回釜山国際映画祭オープニング作品に選出された。

## キャスティング・プロデュース作品

### 映画
- 谷崎潤一郎原案「TANIZAKI TRIBUTE」
  - 神と人との間（2018年1月27日 - 、TBSサービス）監督 内田英治
  - 富美子の足（2018年2月10日 - 、TBSサービス）監督 ウエダアツシ
  - 悪魔（2018年2月24日 - 、TBSサービス）監督 藤井道人
- それでも、僕は夢を見る（2018年4月19日 - 、吉本興業）監督 山口健人
- CINEMA FIGHTERS project 第2弾『ウタモノガタリ』
  - Our Birthday（2018年6月22日 - 、LDH pictures）監督 Yuki Saito
- アンナとアンリの影送り（2018年9月8日 - 、and pictures）監督 Yuki Saito
- オルジャスの白い馬（英題: Horse Thieves、2020年1月18日 - 、avex pictures）監督 エルラン・ヌルムハンベトフ、竹葉リサ
- シグナル100（2020年1月24日 - 、東映）監督 竹葉リサ
- 静かな雨（2020年2月7日 - 、Tokyo New Cinema）監督 中川龍太郎
- 砕け散るところを見せてあげる（2020年5月8日 - 、AEON ENTERTAINMENT）監督 SABU
- 映像研には手を出すな!（2020年5月15日 - 、東宝）監督 英勉
- すくってごらん（2021年3月12日 - 、ギグリーボックス）監督 真壁幸紀
- 余命10年（2022年3月4日 - 、ワーナー・ブラザーズ）監督 藤井道人
- 生きててごめんなさい（2023年2月3日 -、渋谷プロダクション）監督 山口健人

### ドラマ
NHK系
- 星新一の不思議な不思議な短編ドラマ（2022年4月5日 - 8月16日、BSプレミアム BS4K NHK総合「夜ドラ」枠）
- 藤子・F・不二雄 SF短編ドラマ（2023年5月29日 - 6月8日、BSプレミアム BS4K NHK総合「夜ドラ」枠）

日本テレビ系
- 獣医さん、事件ですよ（2014年7月3日 - 9月18日、読売テレビ、プラチナイト枠）
- ばかやろうのキス（2022年8月6日 - 9月3日、日本テレビ、Zドラマ枠）
- CODE-願いの代償-（2023年7月2日 - 9月3日、読売テレビ、日曜ドラマ枠）
- FOGDOG（2025年7月21日 - 9月22日、読売テレビ、ドラマDiVE枠）

TBS系
- 家庭教師が解く!2〜氷上の殺人トリック〜（2014年11月10日、TBS、月曜ゴールデン枠）
- SP 八剱貴志（2015年8月31日放送、TBS、月曜ゴールデン枠）
- 銭の捜査官 西カネ子（2016年2月15日、TBS、月曜ゴールデン枠）
- 左ききのエレン（2019年10月20日 - 12月22日、毎日放送・TBS、ドラマイズム枠）
- 映像研には手を出すな!（2020年4月6日 - 5月11日、毎日放送・TBS、ドラマイズム枠）

テレビ朝日系
- 陰陽師（2015年9月13日、テレビ朝日、ドラマスペシャル枠）
- ゴールドウーマン（2016年5月28日、テレビ朝日、ドラマスペシャル枠）

テレビ東京系
- 俺のダンディズム（2014年4月16日 - 7月2日、テレビ東京、ソコアゲ★ナイト枠）
- 孤独のグルメ (テレビドラマ) Season4（2014年7月9日 - 9月24日、テレビ東京、ソコアゲ★ナイト枠）
- 警視庁特捜対策室 迷宮捜査の女（2015年1月21日 O.A.、テレビ東京、水曜ミステリー9枠）
- 彼女が恋した職人さん〜マリーは匠に首ったけ〜（2016年1月6日、テレビ東京、新春特番ドラマ枠）
- Friend-Ship Project第13弾 初恋▷トライアングル〜あのコは何でニッポンに?〜（2016年2月11日、テレビ東京、Friend-Ship Project枠）
- 昼のセント酒（2016年4月9日 - 6月25日、テレビ東京、新枠土曜ドラマ24）
- 孤独のグルメ お正月スペシャル～井之頭五郎の長い一日～（2017年1月2日 - 、テレビ東京、お正月ドラマSP）
- 面白南極料理人（2019年1月12日 - 3月30日、テレビ大阪・BSテレ東、真夜中ドラマ枠）
- 焼肉プロレス（2019年7月3日 - 9月18日、テレビ大阪）
- 愛しのナニワ飯（2019年7月6日、テレビ東京系6局ネット）
- まどろみバーメイド（2019年7月13日 - 9月28日、テレビ大阪・BSテレ東、真夜中ドラマ枠）
- 抱かれたい12人の女たち（2019年10月5日 - 12月21日、テレビ東京系6局ネット）
- 絶メシロード（2020年1月24日 - 2020年4月10日、テレビ東京、ドラマ25枠）
- オレの寿司物語（2020年11月21日、テレビ東京系6局ネット）
- 絶メシロード 元日スペシャル（2021年1月2日、テレビ東京）
- ホメられたい僕の妄想ごはん（2021年7月11日 - 9月26日、テレビ大阪・BSテレ東、真夜中ドラマ枠）
- 絶メシロード Season2（2022年8月27日 - 2022年10月15日、テレビ東京、ドラマ25枠）
- 絶メシロード 出張編（2023年3月3日・10日、テレビ東京、木ドラ24枠）

配信ドラマ
- 昼のセント酒（2016年4月2日 - 、Amazonプライムビデオ）監督 Yuki Saito
- 野武士のグルメ（2017年3月17日 - 、Netflix）監督 星護、宝来忠昭、藤井道人
- CLASH OF KINGS～五つの掟～（2017年8月4日 - 2018年2月3日、YouTube）監督 Yuki Saito
- 会社は学校じゃねぇんだよ（2018年4月21日 - 、AbemaTV）監督 藤井道人
- 三人の復讐者（2019年10月6日 - 2020年4月6日、YouTube）監督 三池崇史
- 会社は学校じゃねぇんだよ 新世代逆襲編（2021年10月21日 - 、AbemaTV）監督 藤井道人
- やり直したいファーストキス（2022年8月3日 - 9月3日、TVer、Hulu、YouTube枠）
- 覆面D（2022年10月15日 - 、AbemaTV）監督 森田亮
- CODE-願いの代償-（2023年7月2日 - 、TVer、Huluオリジナルストーリー）

### 雑誌
- TOKYO Beauty CONCIERGE〜特別編集版〜 2013年4月※誌面特集「美肌」「美髪」を手に入れるマイクロバブルにて島谷ひとみを起用
- LOCATION JAPAN
  - 2014年12月号(NO.66)※福士蒼汰表紙。誌面特集「アッキーナ(南明奈)&そうにゃんの ロケ地さんぽin相模鉄道」は抜き刷りパンフレットとして相鉄沿線中心に関東で配布
  - 2015年6月号(NO.69)※松田翔太表紙。誌面特集「東京ロケ地 レストラン&カフェ企画」にて舞川あいくを起用
  - 2016年6月号(NO.75)※佐藤健・宮崎あおい表紙。誌面特集「SOTETSU STORY」にてマギー (モデル)を起用

### 舞台
- 舞台あなたに贈る×(キス)2（2014年7月9日 - 13日、俳優座劇場）
- 〜天翔ける盗賊〜 石川五右衛門（2014年7月24日 - 27日、品川スクエア荏原）
- 30-DELUX SQUARE ENIX Special Theater 「ロマンシング サガ THE STAGE ～ロアーヌが燃える日～」（2017年4月15日 - 5月7日、サンシャイン劇場・サンケイホールブリーゼ・愛知県芸術劇場 大ホール・久留米シティプラザ ザ・グランドホール）
- MIDSUMMER CAROL ガマ王子 vs ザリガニ魔人（2017年8月16日 - 9月3日、東京シアターサンモール・大阪ABCホール）
- 朗読劇 陰陽師 藤、恋せば（2017年7月14日 - 17日、新宿FACE）
- SaGa THE STAGE 〜七英雄の帰還〜（2018年9月21日 - 10月21日、戸田市文化会館、シアター1010・サンケイホールブリーゼ）

### CM
- NHK受信料 住所変更のお知らせ2014
- 相模鉄道
  - 「SOTETSU STORY プロローグ」（2016年3月28日 - 5月31日）
  - 「SOTETSU STORY」（2017年4月14日 - 2019年3月31日）

- スピードラーニング
- テレビ朝日
  - 「全力坂」（2015年 - ）
  - 「ゴーちゃん。Lab.」（2015年 - ）
- SONY AROMASTIC×又吉直樹「元、落語家～話が下手な元噺家のハナシ～」（2017年6月16日 - 12月15日）
- ELEX「CLASH OF KINGS～五つの掟～」（2017年8月4日 - 2018年2月3日）
- セブンイレブン×KIRIN 一番搾り 「おいしいビールとおいしい餃子」（2019年6月1日 - 14日）
- Supercell 三池崇史×ブロスタ「三人の復讐者」（2019年10月6日 - 2020年4月6日）
- ハーゲンダッツジャパン ハーゲンダッツアイスクリーム（2023年4月25日 - ）

### MV
- 乃木坂46 9thシングル「夏のFree&Easy」中田花奈×ナカバヤシシュン『私はピアノ。』
- K「桐箪笥のうた」
- 忘れらんねえよ「いいひとどまり」
- リアクション ザ ブッタ「After drama」
- Q'ulle「アルカライト」
- コバソロ「背中合わせ feat. 安果音」
- amazarashi「未来になれなかったあの夜に」
- 宇野実彩子「最低な君にさっきフラれました」

### 広告
- 美人野菜
- ケミコスクリエイションズ
- アースホールディングス

## 略歴・受賞歴

### 映画
- 2017年
  - 第30回東京国際映画祭 日本映画スプラッシュ部門（『神と人との間』）
- 2018年
  - 第10回沖縄国際映画祭 地域発信型映画部門（『それでも、僕は夢を見る』）
  - 第20回ショートショートフィルムフェスティバル＆アジア
    - 特別上映（『Our Birthday』）
    - ミュージックプログラム部門（『After drama』『背中合わせ feat. 安果音』）
- 2019年
  - 第56回ギャラクシー賞 テレビ部門 奨励賞（『面白南極料理人』）
  - 第20回東京フィルメックス コンペティション部門 観客賞（『静かな雨』）
  - 第24回釜山国際映画祭
    - 正式上映 キム・ジソク賞ノミネート（『静かな雨』）
    - オープニング作品 （『オルジャスの白い馬』）
- 2020年
  - 第45回ブリュッセル・ファンタスティック国際映画祭 正式招待（『シグナル100』）
  - 第36回ワルシャワ国際映画祭 国際コンペティション部門（『砕け散るところを見せてあげる』）
  - 第9回全日本テレビ番組製作社連盟 上方番組大賞 優秀賞（『オレの寿司物語』）
- 2021年
  - 第41回台北金馬映画祭 東瀛狂想部門（『砕け散るところを見せてあげる』）
  - 第24回上海国際映画祭 正式上映（『砕け散るところを見せてあげる』）
- 2022年
  - 第14回ライトハウス映画祭 オーディエンスアワード・スペシャルメンション（『すくってごらん』）
  - 第69回日本民間放送連盟賞 ドラマ部門 優秀賞（『ホメられたい僕の妄想ごはん』）

## 出演作品

### 書籍
- アイリーンオフィシャルBOOK「アイリーン Girls be ambitious!」（2013年9月20日、宝島社）ISBN:978-4-8002-1091-3（コメントのみ：本名名義）

### 舞台
2013年
- 劇団TIME LIMITS Vol.18『偽りの月』〜此の赤い糸が 辿り着く先は 修羅〜（2013年5月23日 - 26日、相鉄本多劇場） - 天音役

### ドラマ
2007年
- ハゲタカ（2007年2月17日 - 3月24日、NHK）

2008年
- ROOKIES（2008年4月19日 - 7月26日、TBS） - レギュラー・不良役

2009年
- 相棒 Season7 ノアの方舟〜聖夜の大停電は殺人招待状！（2009年1月1日、テレビ朝日） - 招待客役
- 風に舞いあがるビニールシート（2009年5月30日 - 7月4日、NHK） - レギュラー

2011年
- 世紀のワイドショー!ザ・今夜はヒストリー #09 池田屋事件（2011年6月13日、TBS） - 尊王攘夷派志士役
- 桜蘭高校ホスト部 Episode5 （2011年8月19日、TBS） - ゲスト・チャライナンパ男役
- 私が恋愛できない理由 （2011年10月17日 - 12月19日、フジテレビ） - レギュラー・Event RISE社員役
- 妖怪人間ベム (テレビドラマ) 第10話・最終回（2011年12月24日、日本テレビ） - チンピラ役

2012年
- 贖罪（2012年1月8日 - 2月5日、WOWOW）
- ハングリー! 第3話 （2012年1月24日、関西テレビ） - No.3ホスト役
- 恋なんて贅沢が私に落ちてくるのだろうか?（2012年5月11日、フジテレビワンツーネクスト） - 花婿役
- 好好!キョンシーガール〜東京電視台戦記〜（2012年10月12日 - 12月21日、テレビ東京）

2014年
- 俺のダンディズム 第3話「靴」 （2014年4月30日、テレビ東京） - 『明日使える ダンディズム講座』のVTRに登場するウェイター役

2015年
- 陰陽師（2015年9月13日放送、EX、ドラマスペシャル枠） - 長屋王役

### 映画
2007年
- クローズZERO（2007年10月27日公開、東宝） - 鈴蘭

2008年
- ハンサムスーツ（2008年11月1日公開、アスミック・エース） - モデル役

2009年
- ROOKIES -卒業-（2009年5月30日公開、東宝） - 不良生徒役
- BALLAD 名もなき恋のうた（2009年9月5日公開、東宝） - 鉄砲隊

### CM
2009年
- アサヒスーパードライ '09 World Baseball Classic

2010年
- メンズビオレ - 取材記者役
- KIRINノンアルコールビール「FREE」 - 現場スタッフ役
- Axe - 大学生役
- 東京ジョイポリス　お取り寄せスイーツカフェ篇 - 準主演
- めざまる情報便「ONEPIECEセブンイレブンフェア篇」 - 主演

2011年
- KIRINノンアルコールビール「FREE」居酒屋篇
- 久光製薬 サロンパス - イタリアンシェフ役

### ライブ
2005年
- KORYO NIGHT 2005
- SOUND GARDEN SPECIAL LIVE 2005

2006年
- SOUND GARDEN SPECIAL LIVE 2006

その他多数

### モデル
- 資生堂unoFOGBAR
- PARTY☆PARTY
- 角川マガジンズ「東京ウォーカー」2011年9月20日発売号
- WIG&EXTENTION「Malibu」 - ヘアモデル
- BREAK GIRLS FESTIVAL at 赤坂BLITZ 12/30

### 広告
- 資生堂UNOFOGBAR

### WEB
- 2022年 FIFA World Cup日本招致
- バージンダイヤモンド

### MC
- 夜の浅草花やしき 謎解きイベント
- 1st Anniversary Party NEO「Love Paradox」
- NAVIGATOR

### その他
- ショートムービー　タッチオブデス - 九条君哉役